# Сумсабашево
Сумсаба́шево (рос. Сумсабашево, башк. Сумсабаш) — присілок у складі Бураєвського району Башкортостану, Росія. Входить до складу Ванишівської сільської ради.
Населення — 2 особи (2010; 3 у 2002).
Національний склад:
- башкири — 100 %